# Кописька
Кописька (пол. Kopiska) — село в Польщі, у гміні Баранув Ґродзиського повіту Мазовецького воєводства.
Населення — 235 осіб (2011).
У 1975-1998 роках село належало до Скерневицького воєводства.

## Демографія
Демографічна структура станом на 31 березня 2011 року:
|          | Загалом | Допрацездатний вік | Працездатний вік | Постпрацездатний вік |
| -------- | ------- | ------------------ | ---------------- | -------------------- |
| Чоловіки | 116     | 26                 | 81               | 9                    |
| Жінки    | 119     | 20                 | 66               | 33                   |
| Разом    | 235     | 46                 | 147              | 42                   |